# Штерненфелс
Штерненфелс (њем. Sternenfels) општина је у њемачкој савезној држави Баден-Виртемберг. Једно је од 28 општинских средишта округа Енцкрајс. Према процјени из 2010. у општини је живјело 2.822 становника. Посједује регионалну шифру (AGS) 8236061.

## Географски и демографски подаци
Штерненфелс се налази у савезној држави Баден-Виртемберг у округу Енцкрајс. Општина се налази на надморској висини од 397 метара. Површина општине износи 17,3 km². У самом мјесту је, према процјени из 2010. године, живјело 2.822 становника. Просјечна густина становништва износи 163 становника/km².